# Miłkowska Kolonia
Miłkowska Kolonia – część wsi Miłkowska Karczma w Polsce, położona w województwie świętokrzyskim, w powiecie ostrowieckim, w gminie Kunów.
W latach 1975–1998 Miłkowska Kolonia administracyjnie należała do województwa kieleckiego.